# 董子儀
董子儀（1502年—1548年），字羽吉，號朗洲，直隸松江府上海縣人，民籍，明朝政治人物。

## 生平
嘉靖元年（1522年）壬午科應天府鄉試第八十九名。嘉靖十七年（1538年）戊戌科進士。授刑部主事，改禮部儀制司，诰敕房办事，二十一年九月遷尚寶司司丞仍兼翰林院五经博士，办事如旧。以不善事諸貴人，坐出為河東鹽運司判官，卒年四十七。有朗洲集。

## 家族
曾祖董和；祖父董經；父董龍，母喬氏。严侍下。弟子儆、子佩。